# 黄海道 (韩国)
黄海道（：／ Hwanghae do */?）是根据大韩民国法律划分的一个道，实际上由朝鲜民主主义人民共和国管辖。由于韩国声称其为朝鲜半岛唯一合法的政权，因此在韩国官方出版的地图包括了该区域。该区域包括朝鮮黄海北道和黄海南道，但韩方将朝鮮开城归为京畿道。
黄海道属于以北五道之一，其事务归以北五道委员会管理。

## 人口
根据2008年的统计数据，该道的总人口有397万2987人。

## 行政区划
韩国主张的黄海道行政区划共设3市、17郡。

### 市
- 海州市（해주）
- 沙里院市（사리원）
- 松林市（송림）

### 郡
- 碧城郡（벽성）
- 延白郡（연백）
- 甕津郡（옹진）
- 長淵郡（장연）
- 金川郡（금천）
- 新溪郡（신계）
- 平山郡（평산）
- 鳳山郡（봉산）
- 瑞興郡（서흥）
- 載寧郡（재령）
- 信川郡（신천）
- 松禾郡（송화）
- 殷栗郡（은율）
- 安岳郡（안악）
- 黃州郡（황주）
- 遂安郡（수안）
- 谷山郡（곡산）